# Lundhof
Lundhof er en lille herregård, som er dannet af en parcel, "Lunden", under Åkær Gods. Lundhof ligger i Falling Sogn, Hads Herred, Odder Kommune. Lundhof Gods, hvis hovedbygning er opført i 1846, er på 176 hektar.

## Ejere af Lundhof
- (1790-1797) Frederik Otto von Dernath
- (1797-1805) Magnus von Dernath
- (1805-1813) John Smith
- (1813-1817) John Smiths dødsbo
- (1817-1822) Carl Qvist
- (1822-1824) John Smiths dødsbo
- (1824-1830) Carl Qvist
- (1830-1833) Frederikke Cathrine Behmann gift Qvist
- (1833-1842) Christen Lewring
- (1842-1866) P. F. Abell
- (1866-1873) G. H. Hagemann
- (1873-1874) O. E. van Deurs
- (1874-1880) Jørgen Larsen
- (1880-1894) Jørgen Larsens dødsbo
- (1894-1900) H. Sommer
- (1900-1901) F. H. V. C. von Barner
- (1901) H. Sommer
- (1901-1903) Anders Jensen
- (1903-1905) A. Jessen
- (1905-1906) Christian Frederik Emil Holstein-Rathlou
- (1906-1936) O. Rasmussen Korsager
- (1936-1973) Arne Sørensen
- (1973-1990) Arne Sørensen / Erling Sørensen
- (1990-2007) Iver Edward Tesdorpf
- (2007-) Iver Edward Tesdorpf / Johan Peter-Henrik Tesdorpf

|  | Denne artikel om en bygning eller et bygningsværk kan blive bedre, hvis der indsættes et (bedre) billede. Du kan hjælpe ved at afsøge Wikimedia Commons for et passende billede eller lægge et op på Wikimedia Commons med en af de tilladte licenser og indsætte det i artiklen. |

55°57′15″N 10°6′18″Ø / 55.95417°N 10.10500°Ø